# Repeat Performance
Pour plus de détails, voir Fiche technique et Distribution.
Repeat Performance est un film américain de série B réalisé par Alfred L. Werker en 1947, produit par les studios Eagle-Lion Films et Aubrey Schenck Productions.

## Synopsis
En 1946, au soir du réveillon du Jour de l'An, la grande comédienne de Broadway Sheila Page tue son époux Barney Page et fuit précipitamment son appartement pour trouver de l'aide auprès de son producteur.  Or, quand elle arrive au party chez John Friday, elle souhaite sur le coup de minuit que tout soit à recommencer, et elle se voit exaucée.  Elle se retrouve au Nouvel An, une année plus tôt, et une chance lui est donnée de ne pas répéter les mêmes erreurs, de ne pas poser les mêmes gestes.

## Fiche technique
- Titre original : Repeat Performance
- Réalisation : Alfred L. Werker
- Scénario : Walter Bullock, d'après le roman noir homonyme de William O'Farrell
- Photographie : L. William O'Connell
- Direction artistique : Edward C. Jewell
- Décors : Armor Marlowe
- Musique : George Antheil
- Montage : Louis Sackin
- Production : Aubrey Schenck
- Pays de production :  États-Unis
- Langue originale : anglais
- Format : noir et blanc – 35 mm – 1,37:1 – mono (Western Electric Recording)
- Genre : film noir, film fantastique
- Durée : 91 minutes
- Date de sortie : 
  - États-Unis : 22 mai 1947

## Distribution
- Joan Leslie : Sheila Page, la star de Broadway
- Louis Hayward : Barney Page
- Virginia Field : Paula Costello
- Tom Conway : John Friday, le producteur
- Richard Basehart : William Williams, le poète
- Natalie Schafer : Eloise Shaw
- Benay Venuta : Bess Michaels
- Ilka Grüning : Mattie

## Remake
Un remake sous la forme d'un téléfilm, réalisé par Larry Elikann sous le titre Ascenseur pour le passé (Turn Back the Clock), est sorti en 1989.